# Famille Abaffy
La famille Abaffy de Nagyabafalva et  Felsőlehota (nagyabafalvi és felsőlehotai Abaffy en hongrois) est une ancienne famille de la noblesse hongroise.

## Histoire
Originaire du comitat de Gömör, cette famille a pour ancêtre Márk, fils de Abba du clan Aba, qui reçoit pour ses mérites deux dons du roi Béla IV de Hongrie en 1247. Renouvellement d'armoiries en 1609 en faveur de Miklós Abaffy, capitaine de Tokaj, pour ses mérites lors du siège de Buda. 
Moritz, maître d'hôtel du roi, főispán du comté de Nyitra au XIIIe siècle.
- János Abaffy, gestionnaire des domaines de Árva (árvai uradalmi igazgató), capitaine de la forteresse de Árva (montres de 1559, 1583).
- Anna Abaffy, épouse de János VI Thurzó (mort vers 1530), főispán de Szepes.
- Miklós Abaffy, général hongrois (hadvezér), capitaine de la forteresse de Tokaj (1609). Il se défend vaillamment à plusieurs reprises contre les Turcs, ce qui lui vaut des dons de terres de la part du roi dans le comté de Tolna.
- András Abaffy (fl. XVIIe siècle), capitaine de Árva.
- Sándor Abaffy, alispán (vice-comes) du comté de Árva (1687-1695).
- Lászlo Abaffy, alispán de Árva (1696-1699), fils du précédent.
- Antal Abaffy ('fl. 1794), greffier principal (főjegyző) du comté de Árva.
- József Abaffy, alispán de Árva (1734-1765).
- Ferenc Abaffy (hu) (1732-1817), parlementaire, alispán du comté de Árva. Voyageur (Paris, Londres, Saint-Pétersbourg), favorable aux idées révolutionnaires françaises et probable auteur de reprises de La Marseillaise en slovaque et en hongrois.
- Ferencz Abaffy, alispán de Árva (1766-1772).
- Aristid Abaffy (sk) (1799-1861), agronome, alispán de Árva, président de la Société savante du comitat, membre du Congrès des États hongrois (1840), député de la circonscription de Bobrovský (1860).
- Vendel Abaffy (1769-1842), alispán de Árva (1813-1837), conseiller du roi (1820).
- Ferencz Abaffy, magistrat du comté de Árva.
- Károly Abaffy (1820), alispán du comté de Gömör, conseiller du roi.
- Ágoston Sándor Abaffy (1830-1907), alispán de Arad, parlementaire, membre du comité législatif et administratif.
- Aristides Abaffy (-1861), alispán de Árva (1837-1844). Frère du suivant.
- Emil Pál Sándor Abbaffy (1863-1902), chambellan KuK, 1er lieutenant de hussard.  Frère du suivant.
- Aurél Sándor Ferenc Abbaffy (1867-1940), juge des nobles en chef du comitat.
- Arisztid Ödön Abbaffy (1868-1930), chambellan KuK, parlementaire. Père du suivant.
- Ferenc Abbaffy (1900°, Budapest), docteur en économie, magistrat (táblabíro) du comitat de Vas.
- Sándor Abaffy (1898°), commandant de hussard. Frère du précédent.

## Galerie

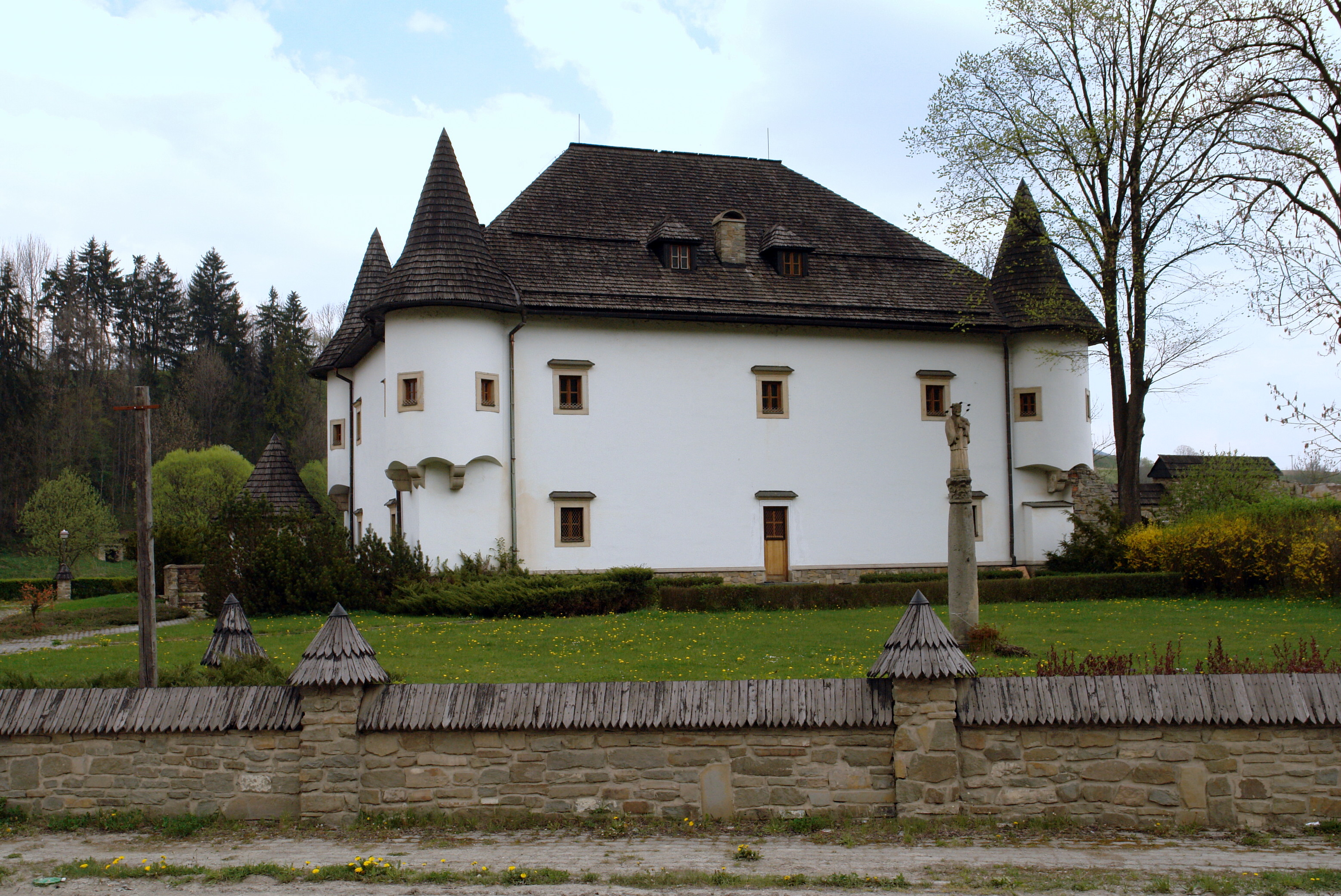
Château Abaffy de Horná Lehota
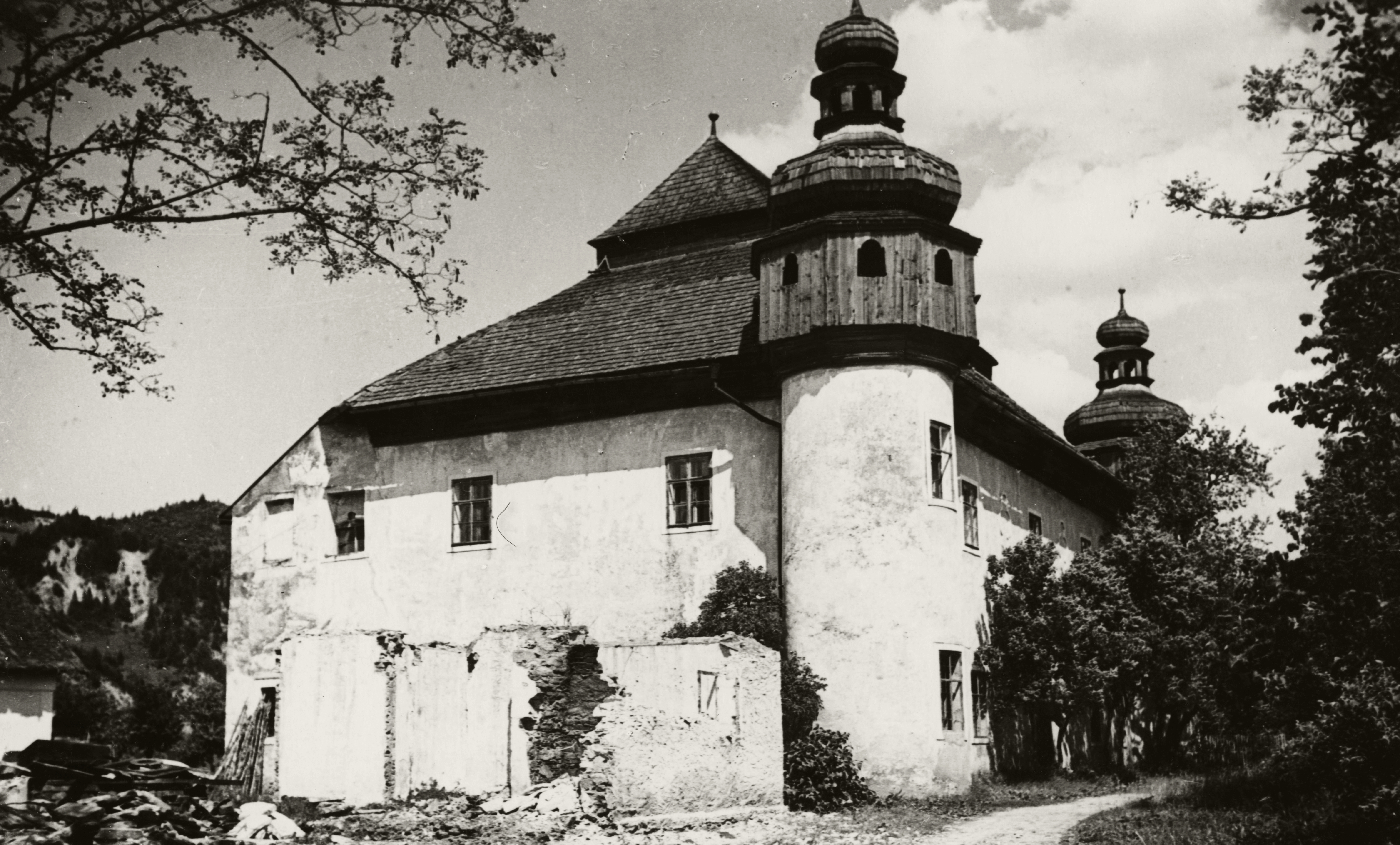
Château Abaffy de Dolný Kubín
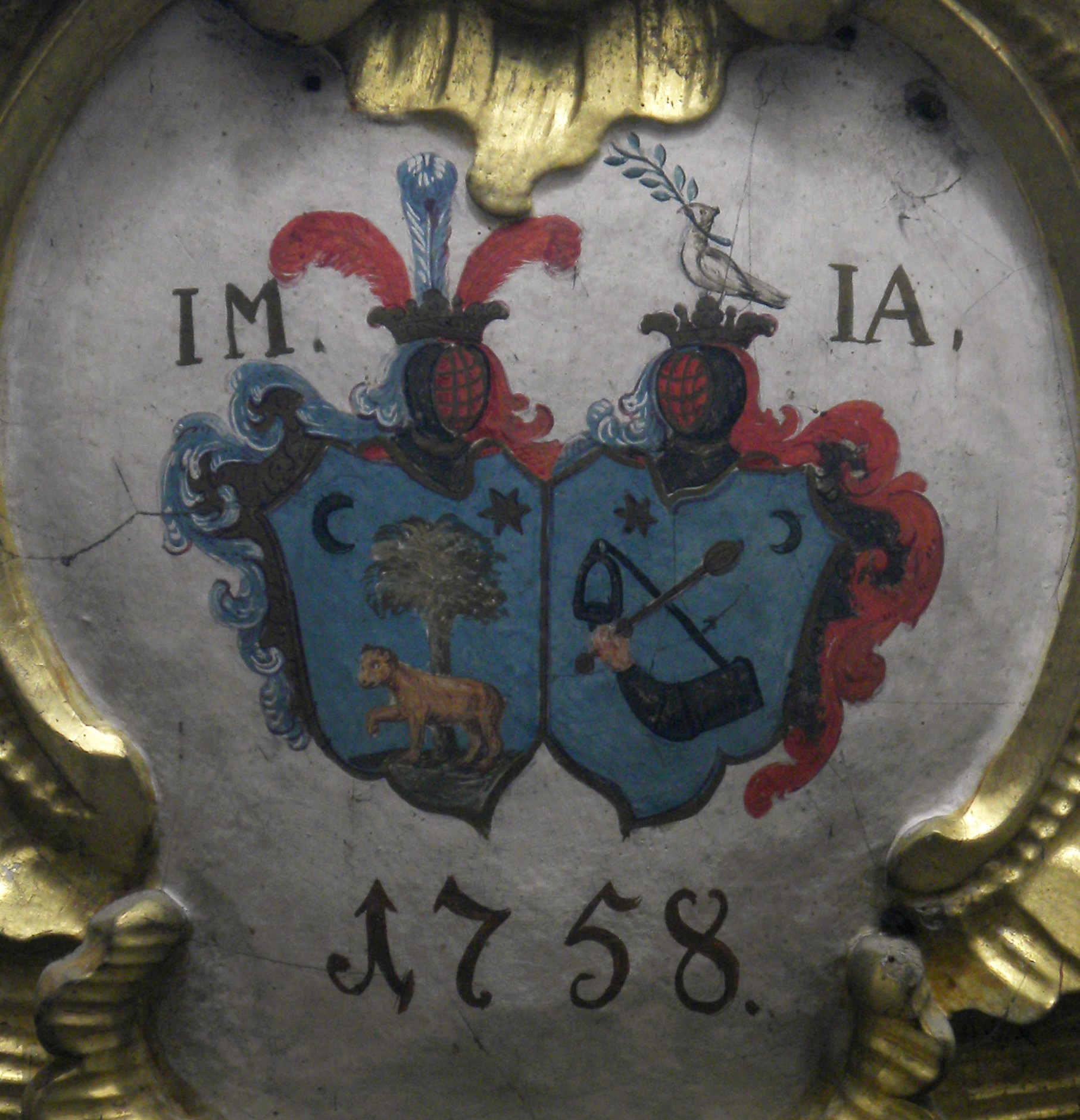
Armoiries d'alliance de János Majthényi (1726-1785) et Magdolna Abaffy (+1791), église piariste de Prievidza.

## Pour approfondir